# Покровское (Елабужский район)
Покровское — село в Елабужском районе Татарстана. Входит в состав Костенеевского сельского поселения.

## Географическое положение
Село расположено на крутом правом берегу реки Камы. Прибрежное положение создаёт удобства связей с другими районами речным транспортом. Во время навигации в селе стоит пристань местной линии. В зимнее время сообщение с другими населёнными пунктами затруднено. По селу протекает ряд речек и ручейков, которые являются притоками Камы. Предместья села, овраги, заросли, лиственными деревьями: берёзками, тополями, рябиной, черёмухой и кустарниками. На левом равнинном берегу Камы были расположены сенокосные угодия бывшего колхоза.

## Развитие экономики села
Село Сентяк в дореволюционное время было независимым от барщины. Хозяйства были разрозненные. Все крестьяне села владели общей площадью земли около 1000 га. Земли и луга делили на душу по 5 сажен в длину и 4 сажени в ширину. Передел земли проводили ежегодно. Собиралось общество села, вопросы разрешались миром. Поле крестьянина было разобщёно, расположено в различных местах. За недостатком земли крестьянам приходилось арендовать её у жителей других сёл на определённый промежуток времени.
Главное занятие крестьян было садоводство, в основном выращивали яблони местных сортов и чёрную смородину. Из зерновых сеяли рожь, пшеницу, овёс, ячмень, полбу.
Из технических сеяли лён и коноплю. Так как приусадебные участки были заняты плодово-ягодными, картофель выращивали на полях.
Земля обрабатывалась сохами. У каждого крестьянина было по лошади. Первый плуг появился в 1927 году у Зотнина Якова Яковлевича. В 1929-30-х годах появляются плуги у других крестьян. В это же время Баров Егор Кузьмич купил веялку. Другие крестьяне пользовались ею и платили за неё определённую часть урожая. Когда образовался колхоз, он её сдал в колхоз, сам долгое время работал на ней.
Кроме земледелия и садоводства, крестьяне разводили скот. Во всех хозяйствах была одна или две коровы, овцы, свиньи, куры.
В 1927 году появилось машинное товарищество в селе, куда вошло одиннадцать хозяйств. Этим обществом приобрели конную молотилку и косилку.
В 1928 году в Ельнике образовалось такое же общество, которое имело конфискованную поповскую землю. Председателем этого общества был Зеленин Александр Шанович.

## Транспорт
В селе основным видом транспорта является водный, так как село расположено на берегу Камы. Раньше у некоторых крестьян были лодки. На них перевозили грузы, в основном яблоки и чёрную смородину, в Елабугу и Набережные Челны, Красный Ключ и другие населённые пункты, расположенные на берегах Камы.
После коллективизации для переправы через Каму колхоз купил паром, на котором перевозили людей, скот и различные грузы. Паром тянули вёсельные лодки.
В 1937 году колхоз «Сентяк» приобрёл катер и небольшой баркас. На них отправляли на Красный Ключ фрукты из колхозных садов (их ведь было 480 га) и продукцию вареньеварочного завода.

## История
Основано во второй половине XVII века. Есть Покровская церковь (самая первая деревянная церковь была построена в 1864 году. Кирпичная была построена в 1885-90 на средства купца Н. Д. Стахеева; памятник архитектуры). В советское время использовалась как зернохранилище и клуб. В 1990-х и до недавнего времени была заброшена. В конце 2010-х годов была отремонтирована. Оригинальные купола были уничтожены в СССР.

## Образование и культура
В 1867 году открыто двухклассное земское училище, библиотека имени Ф. Ф. Павленкова(Открыта в 1907 году. Размещалось в собственном здании): в 1920 году обучалась 58 мальчиков и 39 девочек. Имеется сельский клуб. Сначала он располагался в здании Покровской церкви. Потом в 1973 году построили отдельное здание. В 2000-х годах построили новое здание. На 2024 год здание первого клуба в полуразрушенном состоянии и заброшено.

## Административная принадлежность
До 1921 года село входило в Лекаревскую волость Елабужского уезда Вятской губернии. С 1921 года в составе Елабужского, с 1928 года в составе Елабужского уезда Вятской губернии. С 1928 года — Челнинского кантонов ТАССР.
С 10 августа 1930 года — в Мортовском, с 19 ноября 1952 года в Елабужском районе.
В 2011 году переведено из Мурзихинского сельского поселения в состав Костенеевского сельского поселения.

## Население
Постоянных жителей было в 1859 году — 1260, в 1887—1366, в 1905—1725, в 1920—1719, в 1926—1903, в 1938—1668, в 1949—1063, в 1958—730, в 1970—561, в 1979—399, в 1989—255. Постоянное население составляло 209 человек (русские 79 %) в 2002 году, 162 в 2010, 139 в 2017 году.